# Catedral de Limanske
La catedral de la Asunción de la Virgen María (en ucraniano: Собор Успіння Пресвятої Богородиці; en alemán: Kathedrale der Himmelfahrt der Jungfrau Maria), conocida anteriormente como catedral de Seltz, es una catedral católica alemana en ruinas que se sitúa en la actual Limanske, Ucrania. A principios del siglo XX era la iglesia católica romana más grande del sur de Ucrania.  

## Geografía
Las ruinas de la catedral están ubicadas en el asentamiento de tipo urbano de Limanske, 28 km al sur de Rozdilna y 75 km al noroeste de Odesa, en el óblast de Odesa.  

## Historia
A principios del siglo XIX hubo una importante afluencia de colonos alemanes a la entonces gobernación de Nueva Rusia. Según el manifiesto de Catalina II del 22 de julio de 1763, se invitaba a los extranjeros a venir a Rusia y establecerse cuando quisieran. A principios del siglo XIX, después de las guerras napoleónicas, Alemania se encontraba en una situación económica difícil y muchos comerciantes se vieron obligados a abandonar su estado de origen. En 1808, el zar Alejandro I emitió la orden por la que el distrito de colonos de Kuchurgán con centro administrativo en el asentamiento Selz (ahora Limanske) se creaba e incluía seis colonias católicas. 
Desde 1821 hubo una iglesia católica en el asentamiento. En 1901, en el lugar de la iglesia se encontraba una catedral de tres naves con dos torres de 57,9 metros de altura y construida con ladrillos. El coste del ladrillo para la construcción de la catedral fue de 110.000 rublos rusos.
En 1919, los colonos alemanes de Odesa iniciaron la revuelta contra la prodrazviorstka (reparto de alimentos, la partición de la cantidad total solicitada como obligaciones de los proveedores) y se movilizaron hacia el Ejército Rojo soviético. La revuelta fue reprimida y todas las posesiones de los participantes fueron expropiadas. De este modo se cerró la catedral y se destruyeron sus torres. 
Durante la época soviética, el edificio de la catedral fue utilizado como club hasta que se construyó un edificio; entonces catedral quedó en ruinas.
Actualmente la catedral se encuentra en ruinas y según una estimación aproximada, su reconstrucción costaría más de 6 millones de dólares. La idea de la reconstrucción de la iglesia fue iniciada por la comunidad católica del sur de Alemania. El requisito para la reconstrucción era permanecer en la misma denominación; la catedral tiene que pertenecer a los católicos romanos. La Iglesia ortodoxa ucraniana del patriarcado de Moscú obstaculizó la reconstrucción de esta obra arquitectónica, ya que se oponía a la existencia de iglesias católicas en “sus propios” territorios.

## Arquitectura
La catedral fue construida en un estilo neorrenacentista, siguiendo el ejemplo de la catedral de Salzburgo en Austria. Su estrutura consta de tres naves y dos torres. 
La catedral se caracterizó por una rica decoración interior. En 1901 se instaló en la iglesia un altar tallado encargado a Austria, en 1903 se construyó una cátedra y en 1904, un monumento de Semana Santa. En 1906 se instalaron en la catedral estatuas de madera de San Antonio y de Cristo crucificado. En las paredes se hicieron pinturas con historias de la Biblia.

## Galería

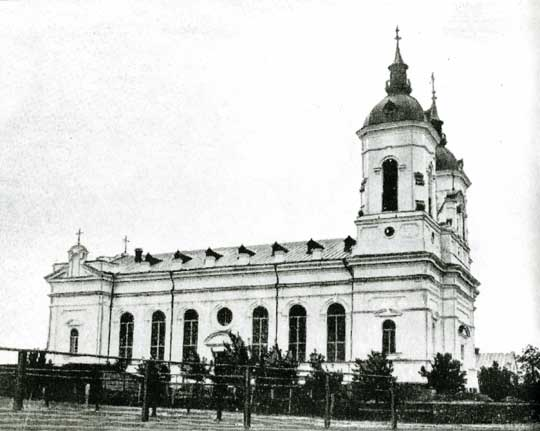
Catedral de Seltz a principios del siglo XX
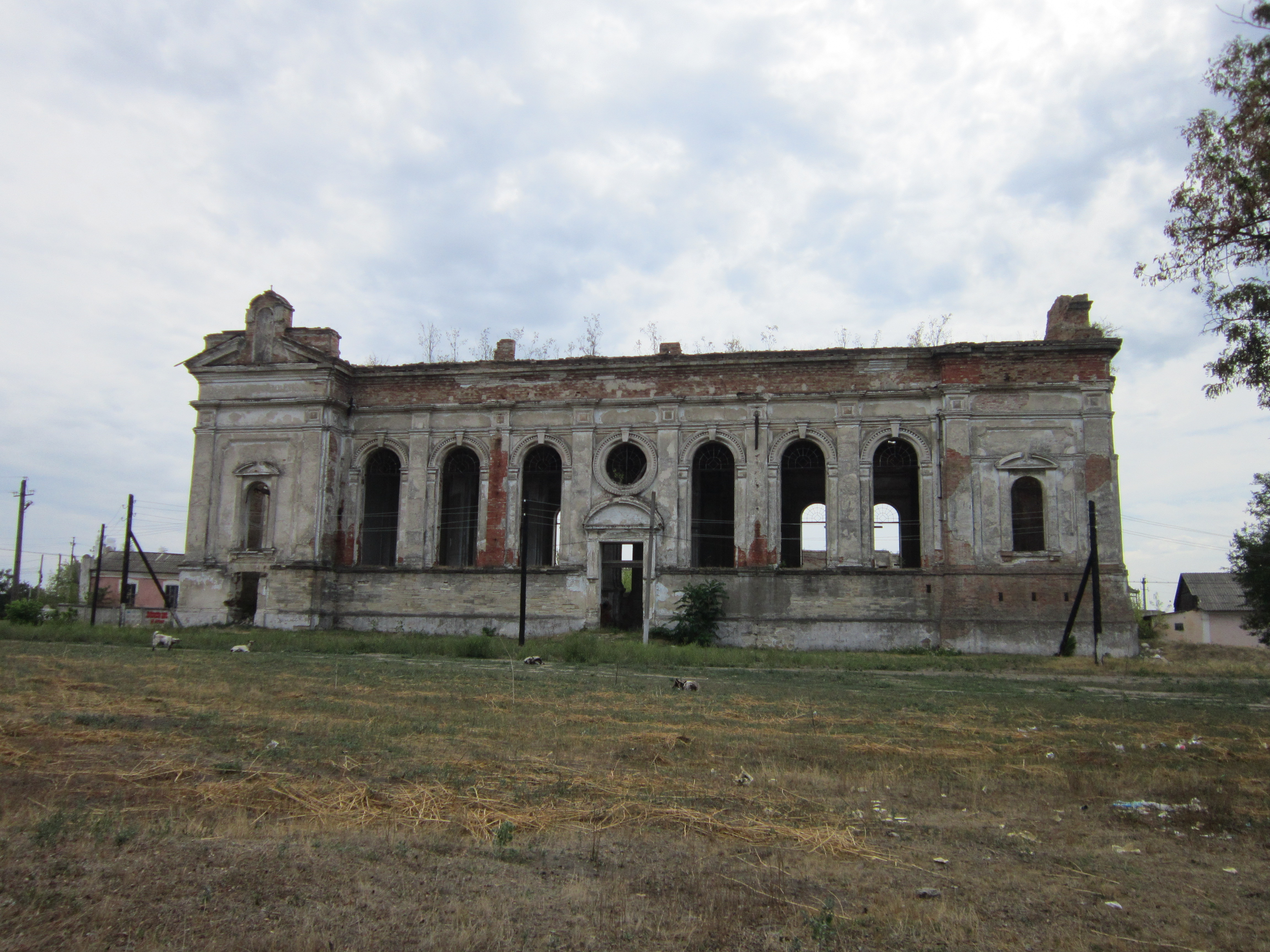
Vista desde el exterior
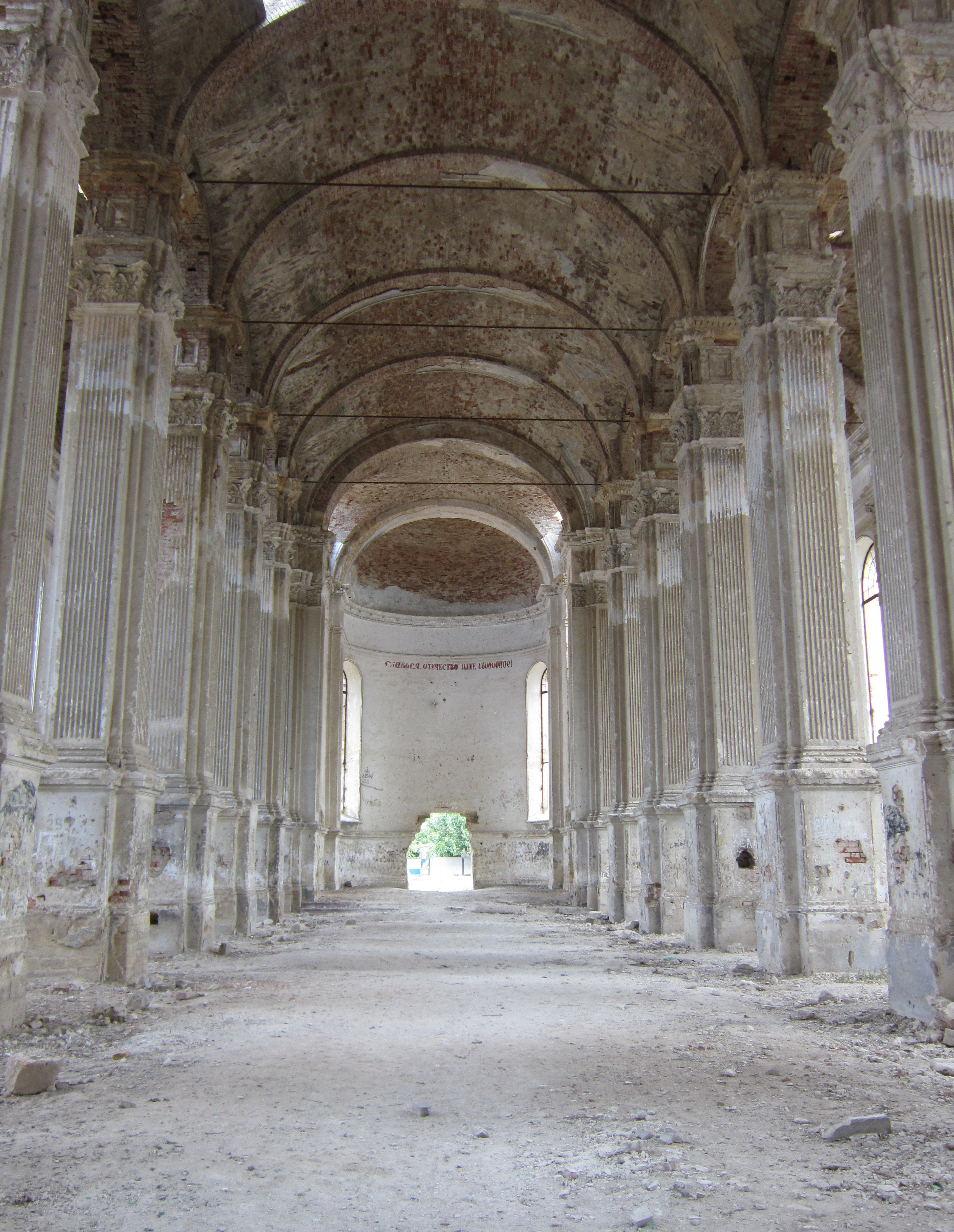
Interior de la catedral
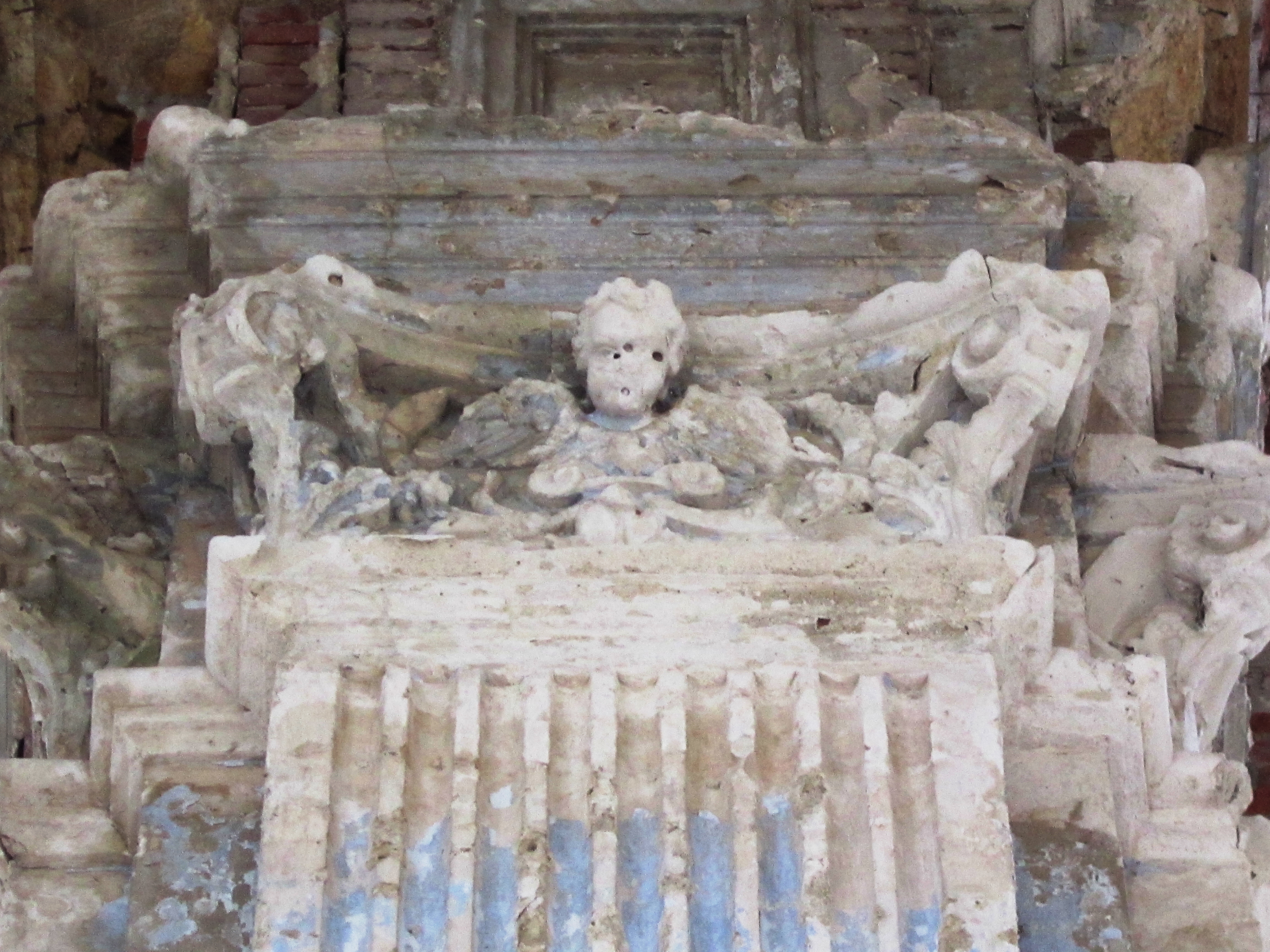
Detalle de una columna